# 塞利娜·戈达德
塞利娜·戈达德（英語：Selina Goddard，1994年7月23日—），新西兰女子草地滚球运动员。她曾代表新西兰参加2014年和2022年英联邦运动会草地滚球比赛，其中2014年英联邦运动会获得一枚铜牌，2022年英联邦运动会获得二枚铜牌。